# Goran Volarević
Goran Volarević (Póla, 1977. április 2. –) Európa-bajnoki ezüstérmes horvát-, majd olasz válogatott vízilabdázó, kapus, a Pro Recco játékosa.

## Sportpályafutása
A Jug Dubrovnik együttesében kezdett vízilabdázni. 2003-ban Európa bajnoki ezüstérmes, majd egy évvel később, 2004-ben pedig olimpiai 10. helyezett lett nemzete válogatottja tagjaként. 2007-ben az olasz Cataniához igazolt, ahol két szezont töltött, majd az AN Brescia játékosa lett. 2010 és 2012 között a Savona hálóőre volt. 2012-ben mutatkozott be az olasz válogatottban. Ugyanebben az évben a Promogest Quartu kapusa lett, egészen 2014-ig. Ezután egy évre a Sport Managementhez szerződött. 2015 és 2016 között az Acquachiarában védett, majd a Pro Recco igazolta le. 2017-ben tagja lett az olasz nemzeti együttes 13 fős keretének, mely a budapesti világbajnokságra készült.

## Eredmények

### Klubbal

#### Jug Dubrovnik
- Horvát bajnokság: Aranyérmes: 1999-00, 2000-01, 2003-04, 2004-05, 2005-06
- Horvát kupa: Aranyérmes: 1999-00, 2000-01, 2001-02, 2002-03, 2003-04, 2005-06
- LEN-bajnokok ligája: Aranyérmes: 2000-01, 2005-06
- LEN-Európa-kupa: Aranyérmes: 1999-00
- LEN-szuperkupa: Aranyérmes: 2006

#### Rari Nantes Savona
- LEN-Európa-kupa: Aranyérmes: 2010-11, 2011-12

### Válogatottal

#### Horvát válogatottként
- Európa-bajnokság: Ezüstérmes (Kranj, 2003)
- Olimpiai bajnokság: 10. helyezett (Athén, 2004)

#### Olasz válogatottként
- Világbajnokság: 6. helyezett (Budapest, 2017)